# Conrad Grunewald

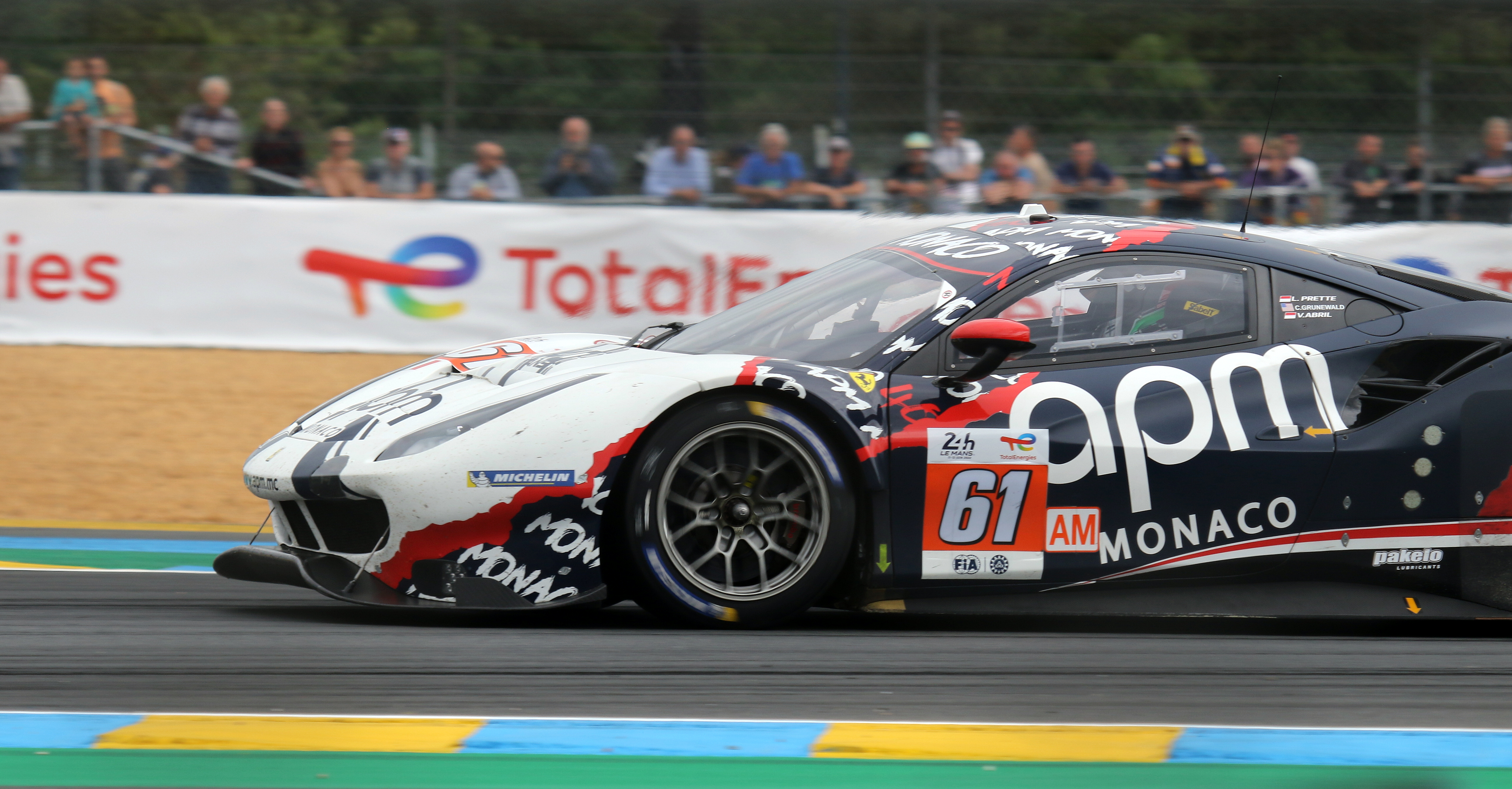
Der von Conrad Grunewald beim 24-Stunden-Rennen von Le Mans 2022 gefahrene Ferrari 488 GTE Evo

Conrad Grunewald (* 23. April 1979 in Houston) ist ein US-amerikanischer Autorennfahrer.

## Karriere als Rennfahrer
Conrad Grunewald war ab Mitte der 2000er-Jahre im GT- und Sportwagensport aktiv und fuhr regelmäßig Driftrennen. Nach Einsätzen in nationalen Meisterschaften erreichte er 2017 den zweiten Rang in der Pirelli World Challenge und gewann 2021 auf einem Ferrari 488 GT3 Evo die Fanatec GT World Challenge America. 2022 wurde der Vierter der GT-Klasse der Asian Le Mans Series und gab sein Debüt beim 24-Stunden-Rennen von Le Mans, wo er als 42. der Gesamtwertung ins Ziel kam.

## Statistik

### Le-Mans-Ergebnisse
| Jahr | Team     | Fahrzeug            | Teamkollege   | Teamkollege  | Platzierung | Ausfallgrund |
| ---- | -------- | ------------------- | ------------- | ------------ | ----------- | ------------ |
| 2022 | AF Corse | Ferrari 488 GTE Evo | Vincent Abril | Louis Prette | Rang 42     |              |

### Einzelergebnisse in der FIA-Langstrecken-Weltmeisterschaft
| Saison | Team     | Rennwagen       | 1   | 2   | 3   | 4   | 5   | 6   |
| ------ | -------- | --------------- | --- | --- | --- | --- | --- | --- |
| 2022   | AF Corse | Ferrari 488 GTE | SEB | SPA | LEM | MON | FUJ | BAH |
| 2022   | AF Corse | Ferrari 488 GTE | 42  |     |     |     |     |     |